# Кріуша (Дальнеконстантиновський район)
Кріуша (рос. Криуша) — присілок в Дальнеконстантиновському районі Нижньогородської області Російської Федерації.
Населення становить 49 осіб. Входить до складу муніципального утворення Нижегородська сільрада.

## Історія
Від 2009 року входить до складу муніципального утворення Нижегородська сільрада.

## Населення
| 2002 | 2010 |
| ---- | ---- |
| 43   | ↗49  |